# Widów (Rudziniec)
Widów (deutsch Wydow, 1936–1945 Widdenau) ist eine Ortschaft in Oberschlesien. Administrativ liegt sie in der Gemeinde Rudziniec (Rudzinitz) im Powiat Gliwicki (Landkreis Gleiwitz) in der Woiwodschaft Schlesien.

## Geografie
Widów liegt fünf Kilometer nördlich vom Gemeindesitz Rudziniec (Rudzinitz), 22 Kilometer nordwestlich von der Kreisstadt Gliwice (Gleiwitz) und 45 Kilometer westlich von der Woiwodschaftshauptstadt Kattowitz.
Südöstlich befindet sich der Pławniowice-See (Plawniowitzer See).

## Geschichte
Der Ort entstand spätestens im 13. Jahrhundert. 1295–1305 wurde der Ort im Liber fundationis episcopatus Vratislaviensis (Zehntregister des Bistums Breslau) erstmals urkundlich als „Widowa“ erwähnt.
Der Ort wurde 1783 im Buch Beyträge zur Beschreibung von Schlesien als Wydow erwähnt und lag im Kreis Tost des Fürstentums Oppeln. Damals hatte er 109 Einwohner, ein Vorwerk, elf Bauern und 16 Gärtner. 1865 bestand Wydow aus einem Gut und einem Dorf. Zum Gut gehörte das außerhalb liegende Vorwerk Heinrichshöhe. Der Ort hatte zu diesem Zeitpunkt sieben Bauern, 23 Gärtner und 13 Häusler. Zudem gehörten zu Wydow zwei Gärtnerstellen in Buczek.
Bei der Volksabstimmung in Oberschlesien am 20. März 1921 stimmten vor Ort 54 Wahlberechtigte für einen Verbleib Oberschlesiens bei Deutschland und 183 für eine Zugehörigkeit zu Polen. Wydow verblieb nach der Teilung Oberschlesiens beim Deutschen Reich. 1936 wurde der Ort im Zuge einer Welle von Ortsumbenennungen der NS-Zeit in Widdenau umbenannt. Bis 1945 befand sich der Ort im Landkreis Tost-Gleiwitz.
1945 kam der bis dahin deutsche Ort unter polnische Verwaltung und wurde anschließend der Woiwodschaft Schlesien angeschlossen und ins polnische Widów umbenannt. 1950 kam der Ort zur Woiwodschaft Kattowitz. 1999 kam der Ort zum wiedergegründeten Powiat Gliwicki und zur Woiwodschaft Schlesien.

### Archäologische Ausgrabungen
Bei archäologischen Ausgrabungen wurden im Ort an einem alten Burghügel verschiedene Funde aus mehreren Jahrhunderten gemacht. Darunter Gefäßscherben, eine Armbrustbolzenspitze aus Eisen und Feuersteingeräte. Einige Funde stammten aus der Steinzeit. Einige Scherben wurden auf das 11. Jahrhundert datiert, in die Zeit der slawischen Besiedlung. Ofenkacheln mit Muster stammen aus dem 14. Jahrhundert. Die Armbrustbolzenspitze wird ebenfalls dem 14. Jahrhundert zugeordnet. In den 1970er Jahren wurden erneut Grabungen durchgeführt und Keramiken aus dem Mittelalter gefunden.

## Bauwerke
- Wegkapelle
- Wegkreuze
- Eine Hopfenbuche mit einem Umfang von 360 Zentimetern.